# Premio Ernst Ruska
Il Premio Ernst-Ruska della Deutschen Gesellschaft für Elektronenmikroskopie (lett. "Società tedesca di microscopia elettronica"), è un premio per la microscopia elettronica che viene assegnato dal 1980 ogni due anni. Prende il nome dal premio nobel Ernst Ruska.
Viene assegnato a scienziati preferibilmente più giovani che con i lavori svolti aprono la strada a nuove capacità della microscopia elettronica come tecnica scientifica attraverso strumentazioni innovative o nuovi metodi di interesse di base e generale.

## Vincitori
- 1980 Nigel Unwin[5] e Richard Henderson[6]
- 1982 Wolfgang Baumeister
- 1984 Helmut Kohl
- 1987 Marin van Heel
- 1989 Hannes Lichte
- 1991 Joachim Zach[7]
- 1993 Yashayuha Talmon;[8] Gerd Knoll
- 1996 W. Owen Saxton, Denis Chrétien
- 2000 Bettina Böttcher; Stephen Fuller; Marian Mankos[9]
- 2005 Andreas Thust e Wim Coene per «Focus Series Reconstruction»; Daniel Studer per «Oscillating Knife for Ultramicrotomy»[10]
- 2007 Hiroshi Jinnai, Richard J. Spontak e Paul A. Midgley per «Novel and Quantitative Uses of Electron Tomography in the 3D Study of Nanostructured Materials»[10]
- 2009 Rafal E. Dunin-Borkowski, Takeshi Kasama e Molly R. McCartney per «Electron Holography for Characterisation of Magnetic Fields in sub-100-nm-sized Materials and Devices»; Saori Maki-Yonekura e Koji Yonekura per «Contribution Toward Elucidating the Mechanisms of Biological Macromolecular Machines by Cryo-Electron Microscopy»[10]
- 2011 Johan Verbeeck per «EELS Quantification and Electron Vortex Beams»; David Matronarde per «A Versatile Software for Tomographic Reconstruction of Electron Microscopy Data Sets»[10]
- 2013 Peter David Nellist per «Aberration-corrected Scanning Confocal Transmission Electron Microscopy»; Holger Stark per «Novel Strategies for the Determination of the Molecular and Near-Atomic Structure of Biological Macromolecules»[10]
- 2015 Jian-Min Zuo per «Improvement of Electron Diffraction Techniques and Analysis»; John Briggs e Jürgen Plitzko per «Cryo-Electron Microscopy of Biological Objects»[10]
- 2017 Sandra van Aert per «New Techniques for Optimum Quantitative Analysis of Electron Microscopy Data»; Radostin Danev per «Hole Free Phase Plates with Applications in Cryo-EM»[10]
- 2019 Florent Houdellier e Claus Ropers per «Ultrafast Electron Microscopy»[10]
- 2021 Julia Mahamid per «advancing the Boundaries of Cellular Electron Tomography»; David A. Muller per «Ultra-high Resolution Electron Microscopy and Spectroscopy»[10]
- 2023 Vincenzo Grillo «per i risultati pionieristici e i progressi realizzati nel campo della microscopia elettronica quantistica»[1][3][10]